# Kansas City Jazz
Il Kansas City jazz è uno stile di jazz che si sviluppò a Kansas City, Missouri durante gli anni '20 e '30, che segnò il passaggio dallo stile strutturato della big band allo stile molto più improvvisato del bebop. Lo stile di transizione hard-swing e blues è compreso tra Count Basie, che nel 1929 firmò con la Kansas City Orchestra di Bennie Moten, e Charlie Parker, originario di Kansas City, che inaugurò lo stile bebop negli Stati Uniti.

## Storia
Kansas City è conosciuta come una delle più popolari "culle del jazz". Altre città comprendono New Orleans, Chicago, Saint Louis, Pittsburgh, Filadelfia e New York. Kansas City era nota per i musicisti organizzati del Local 627 AFM, che controllava una serie di locali della città. Quasi ogni storia del jazz descrive il jazz di Kansas City come un terreno fertile per lo sviluppo di big band, esibizioni virtuosistiche e artisti leggendari. Gli anni '20 furono un periodo di grande migrazione dal sud e di ricerca di lavoro musicale a Kansas City, Missouri, dove la popolazione nera aumentò da 23.500 a 42.000 tra il 1912 e il 1940. Russell, Diggs e Pearson hanno ben documentato come il vice distretto si espanse nei quartieri neri di Kansas City, determinando il successo economico dei musicisti jazz.
Molti musicisti del sud-ovest si trasferirono a Kansas City, dove c'erano molti lavori disponibili. "I locali notturni di Kansas City servivano prostituzione, gioco d'azzardo e narcotici insieme ai liquori". La città ospitava una vivace scena musicale jazz e blues, che attirava musicisti da tutto il paese. Kansas City ha svolto un ruolo fondamentale nel plasmare lo sviluppo del jazz e del blues ed è stata la patria di alcuni dei musicisti più importanti dell'epoca. Come scrisse Edward Murrow nell'Omaha World- Herald: "Se vuoi vedere il peccato, dimentica Parigi e vai a Kansas City". La varietà di club, cabaret, sale da ballo e locali jazz che sono fioriti a Kansas City è stata sorprendente. Questo include il Paseo Room, la Pla-Mor Ballroom, Reno Club, Amos 'n' Andy, Boulevard Lounge, Cherry Blossom, Chocolate Bar, Lone Star, Elk’s Rest, Old Kentucky Bar-B-Que, Sunset, Subway, Spinning Wheel, Hawaiian Gardens, Street’s Blue Room, Hell’s Kitchen, The Hi Ha, e Hey-Hay. Kansas City divenne nota per i club club "piccoli e intimi" che ospitavano frequenti "jam session di lunga durata". Becker ha detto che Kansas City "ha tratto la sua vitalità dalla corruzione politica che ha reso possibile la vita notturna". La concentrazione di eccezionali talenti jazz di Kansas City l'aveva resa un potenziale concorrente di New York e Chicago entro la metà degli anni '30.

## Contesto culturale
La prima band di Kansas City ad acquisire una reputazione nazionale fu la Coon-Sanders Original Nighthawk Orchestra, un gruppo bianco che trasmetteva a livello nazionale negli anni '20. Ma la scuola di jazz di Kansas City è identificata con le band nere degli anni '20 e '30, comprese quelle dirette da Bennie Moten, Andy Kirk, Harlan Leonard, George E. Lee, Count Basie e Jay McShann.
Kansas City negli anni '30 era il crocevia degli Stati Uniti con conseguente un mix di culture. I viaggi transcontinentali dell'epoca, sia in aereo che in treno, spesso richiedevano una sosta in città. L'era segnò l'apice del potere del capo politico Tom Pendergast. Kansas City era una città aperta con leggi sugli alcolici e orari totalmente ignorati e veniva chiamata la nuova Storyville. La maggior parte dei musicisti jazz associati allo stile sono nati in altri luoghi, ma sono rimasti coinvolti nelle amichevoli competizioni musicali tra artisti che riuscivano a far eseguire una singola canzone con variazioni per un'intera notte. Spesso i membri delle big band si esibivano in locali regolari la sera presto e andavano nei jazz club più tardi per suonare per il resto della notte.
Negli anni '30, uno stile ibrido tra il jazz di Kansas City e la big band era la forma di musica jazz più popolare negli Stati Uniti, spesso suonata in locali e sale da ballo famosi.
Jay McShann ha detto all'Associated Press nel 2003: "Sentiresti suonare qualche gatto e qualcuno direbbe 'Questo gatto, sembra che venga da Kansas City.' Era lo stile di Kansas City. Lo sapevano sulla costa orientale. Lo sapevano sulla costa occidentale. Lo sapevano al Nord e lo sapevano al Sud".
Claude "Fiddler" Williams ha descritto la scena: "Kansas City era diversa da tutti gli altri posti perché suonavamo tutta la notte. E [se] vieni qui [...] suonando la cosa sbagliata, ti rimetteremo in sesto".
L'influenza di Kansas City si trasferì apertamente sulla scena nazionale nel 1936 quando il produttore discografico John Hammond scoprì Count Basie sulla sua autoradio. Pendergast fu condannato per frode fiscale nel 1940 e la città diede un giro di vite ai club ponendo fine all'era.

### Charlie Parker
Nato a Kansas City, Kansas, Charlie Parker ha imparato a conoscere la musica trascorrendo il tempo nei vicoli dietro i Night club che costeggiavano la Dodicesima Strada. Parker è stato un influente sassofonista jazz e compositore che ha influenzato il jazz attraverso il suo stile. Come Louis Armstrong, che padroneggiò il suo idioma nativo di New Orleans prima di liberarsene, Parker, perfezionato nelle jam session di Kansas City, non mise mai in discussione le sue fondamenta. Ampliando i confini dello stile jazz tradizionale, Parker creò un suono completamente nuovo che divenne il fondamento del jazz moderno. A causa della dubbia reputazione musicale di Parker, Oliver Todd gli permise con riluttanza di unirsi alla sua band degli Hottentots quell'inverno: "Ho cercato di prenderlo sotto la mia ala. Era molto acerbo. Se allora mi avessero detto che sarebbe diventato famoso non ci avrei creduto. Aveva molto da imparare. Era molto determinato. [...] Ha lavorato sodo".
Parker era in grado di improvvisare, il che gli ha permesso di esplorare nuove melodie e armonie creando uno stile ispirato al jazz tradizionale ma unico nel suo genere. Si è parlato molto dell'influenza della tradizione di Kansas City sul jazz moderno, sebbene Charlie Parker abbia contribuito a unire i due stili di jazz, questa non è l'unica somiglianza tra i due stili. In effetti, il lignaggio del sassofono di Kansas City fornisce un collegamento diretto con il giovane Charlie Parker come figura pionieristica. Ad esempio, nel suo pluripremiato libro su Charlie Parker intitolato Kansas City Lightning, Stanley Crouch descrisse Kansas City in questo modo: "La gente veniva per tracannare il blues, per inseguire la notte, per correre il rischio di uscire in un barile, mentre piazzavano puntate su puntate e, come sempre, c'erano quelli che venivano a coinvolgersi nell'erotismo mercantile delle alte e delle basse cortigiane".

### Count Basie
Come membro della band di Kansas City di Bennie Moten nel 1929, Count Basie affinò le sue abilità negli spettacoli itineranti. Tuttavia, il blues si sarebbe rivelato una fonte ancora più importante per Basie, anche se non nell'immediato.
"Non avevo mai prestato molta attenzione al blues o suonato io stesso. Il mio primo incontro con il vero blues è stato durante uno spettacolo di burlesque in cui mi sono esibito dopo essermi trasferito da New York a Kansas City".
Secondo Gray Giddins, Basie "è l'unica grande figura del jazz a realizzare la sua individualità riducendo la sua tecnica" perché scoprì il suo stile attraverso una ricerca di identità. "Dalla sua prima sessione con Bennie Moten a quelle con la sua band alla fine degli anni '30, Basie poteva essere ascoltato in vari contesti mentre rispondeva alle sfide musicali come un musicista impegnato, facendo scelte che potevano servire anche ad altri". Jo Jones, membro della band di Basie, racconta: "Ha a che fare con quello che cercherò di spiegarvi sugli arrangiamenti principali nella band di Basie e su come non dovevamo provare a Kansas City. Era semplicemente lì e l'abbiamo suonato. Era una cosa molto strana in questa città. Nessuno ha mai intralciato nessuno. Nessun dito puntato a dire: 'Prendilo adesso. Prendi il prossimo ritornello'".
Il successo di Count Basie a livello nazionale e internazionale ha portato booker, manager e produttori discografici a venire a Kansas City alla ricerca di talenti simili.

### Lester Young
Il sassofonista tenore Lester Young era un eroe tra scrittori e musicisti. "Conosciuto come "presidente" del sassofono, ha ottenuto il riconoscimento per il suo genio musicale mentre suonava nelle principali band swing degli anni '30, tra cui i 13 Original Blue Devils e le band di King Oliver e Count Basie". Ha ottenuto riconoscimenti per il suo caratteristico suono sibilante e il suo impatto sul jazz è stato riconosciuto dagli storici del jazz. Ridefinire il ruolo del sax tenore fu solo il primo dei successi di Young. In questo modo cambiò profondamente l'improvvisazione melodica del jazz, offrendo un contrappunto allo stile caldo e sincopato di Armstrong. Il suo suono unico inizialmente affrontò le critiche, ma nel 1936, quando fu fondata la band di Basie, Lester Young divenne una star del jazz. La sua musica con Basie, Holiday e vari piccoli gruppi come i Kansas City Seven è tra le più grandi e coerenti opere registrate nella storia del jazz (174 icone della musica). In "Oh, Lady Be Good", Lester Young ha un assolo spesso imitato dalle generazioni jazz successive. È considerata una delle improvvisazioni più lungimiranti del decennio grazie alla sua fluidità, fraseggio ritmico e creatività. Le band di Count Basie e Young erano più comunemente associati a Kansas City. La connessione tra le idee di Young, la sua musica e il suo jive può essere chiaramente compresa attraverso il ruolo della musica e del linguaggio nella cultura afroamericana. Nel sud-ovest, la tradizione della narrazione è forte nella musica quanto lo è nel discorso, secondo il bassista Gene Ramey di Kansas City. Quando spiegò come Young detronizzò Coleman Hawkins in una leggendaria battaglia di sassofono tenore al Cherry Blossom, notò che il musicista di Kansas City suonava in modo più creativo.

### Bennie Moten
A Kansas City, Missouri, Bennie Moten nacque il 13 dicembre 1893, l'inizio della storia della sessione di registrazione del 1923. Durante i suoi primi concerti, Moten suonava a feste in affitto di case e bordelli che operavano da case private, secondo Fred Hicks, nativo di lunga data di Kansas City. Tra il 1916 e il 1918, i Moten iniziarono ad esibirsi con il batterista Dude Langford. Secondo Langford, "[Quando] ho incontrato Bennie per la prima volta, suonava in giro per la città, piccoli vecchi locali qui, alcuni di loro solo piccole facciate, un bar e una sala da gioco sul retro".
Kansas City, come il resto del paese, sperimentò un cambiamento simile nelle abitudini di ascolto come risultato delle registrazioni di vaudeville blues nei primi anni '20, e la Moten Orchestra capitalizzò la tendenza (289 registrazioni). "La Bennie Moten Orchestra sarebbe finalmente emersa negli anni '20 come il miglior ensemble jazz strumentale di Kansas City". Durante il 1924 la Moten Orchestra divenne la principale intrattenitrice della sala da ballo nera d'élite di Kansas City, la Paseo Dance Hall, tra la 15° Strada e il Paseo. Nel corso dei due decenni successivi, la band Moten crebbe in successo e importanza.

## Stile
Kansas City jazz si distingue per i seguenti elementi musicali:
- Una preferenza per una sensazione di 4 movimenti (camminata) rispetto a quella di 2 movimenti riscontrata in altri stili jazz dell'epoca. Ciò ha dato al jazz di Kansas City un suono più rilassato e fluido rispetto agli stili jazz precedenti.
- Assolo prolungato. Alimentate dalla vita notturna non-stop sotto il capo politico Tom Pendergast, le jam session di Kansas City continuavano fino a oltre l'alba, favorendo un'atmosfera altamente competitiva e una cultura jazz unica in cui l'obiettivo era quello di "dire qualcosa" con il proprio strumento, piuttosto che mettere in mostra semplicemente la propria tecnica. Non era raro che una "canzone" venisse eseguita per diverse ore, con i migliori musicisti che spesso suonavano da soli per dozzine di ritornelli alla volta.
- I cosiddetti "accordi di testa". Le big band di KC spesso suonavano a memoria, componendo e arrangiando la musica collettivamente, piuttosto che leggendo a prima vista come facevano altre big band dell'epoca. Ciò contribuì ulteriormente al suono sciolto e spontaneo di Kansas City.
- Una forte influenza blues, con le canzoni di KC spesso basate su una struttura blues a 12 battute, piuttosto che sullo standard AABA a 32 battute, sebbene Moten Swing sia in questo formato AABA.
- Una delle caratteristiche più riconoscibili del jazz di Kansas City sono i riff frequenti ed elaborati delle diverse sezioni. I riff venivano spesso creati o improvvisati collettivamente e assumevano molte forme: una sezione di riff da sola come obiettivo principale della musica; una sezione riff dietro un solista, aggiungendo eccitazione alla canzone; o due o più sezioni che riffano in contrappunto, creando un suono stimolante e complesso. I brani caratteristici di Count Basie One O'Clock Jump e Jumpin' at the Woodside, ad esempio, sono principalmente raccolte di riff, memorizzati in un arrangiamento di testa e punteggiati da assoli. Il famoso inno swing di Glenn Miller "In the Mood" segue da vicino questo modello di sezioni di riff di Kansas City, forse esemplificando come, alla fine degli anni '30, lo stile avesse continuato a influenzare il mondo musicale più ampio.

## Musicisti
- Count Basie
- Earl Caruthers
- Buck Clayton
- Maxwell Davis
- Herschel Evans
- Coleman Hawkins
- Pete Johnson
- Jo Jones
- Andy Kirk
- King Kolax
- Julia Lee
- George E. Lee
- Harlan Leonard

- Jimmie Lunceford
- Jay McShann
- Bennie Moten
- Hot Lips Page
- Walter Page
- Charlie Parker
- Sammy Price
- Jimmy Rushing
- Big Joe Turner
- Ben Webster
- Claude Williams
- Mary Lou Williams
- Lester Young

## Discografia selezionata
Era della prima musica jazz e swing:
- Artisti vari, The Real Kansas City of the 20's, 30's & 40's, Columbia/Legacy (1996)
- Artisti vari, Jazz - Kansas City Style, Topaz Jazz/Pearl (1996)
- Artisti vari, The Cradle of Jazz, The International Music Co. (2000) 2CD
- Artisti vari, Kansas City Jazz 1924-1942, Frémeaux & Associés [France] (2005) 2CD

## Eredità
Ogni anno Kansas City celebra Jazzoo, una raccolta fondi di beneficenza per lo Zoo di Kansas City, dedicata al jazz di Kansas City. Nel 2011 Jazzoo è stata una delle più grandi raccolte fondi di beneficenza della nazione, raccogliendo oltre 800.000 dollari.